# 嘉手苅林昌
嘉手苅 林昌（かでかる りんしょう、1920年7月4日 - 1999年10月9日）は、戦後沖縄県を代表する沖縄民謡の唄い手。沖縄県内で同世代からは「カデカルさん」、若い世代からは「おとう」と呼ばれ親しまれた。竹中労は彼の事を「島唄の神様」と称した。

## 来歴
1920年、沖縄県越来村（現沖縄市）で父・林次郎、母・ウシの間に生まれる。生家のあった場所は現在嘉手納基地の中であるという。幼少の頃より母の歌に合わせて三線を弾き始める。その後大阪や南洋諸島に移り住み、南洋では軍の雇員として三線を片手に島々を転々としたという。召集後まもなくクサイ島のジャングルで負傷。立ち小便中に流れ弾に当たったという。そのまま捕虜となり戦後帰還。旅回りの沖縄芝居の劇団などで全国巡業に活躍、1949年（昭和24年）に沖縄本島に戻って以降、歌いながら出来る職業ということで馬車曳きになったというエピソードは有名。その後、金城睦松に師事し、沖縄芝居の地唄として各地を歌い歩き、ラジオ出演やレコード録音などで次第に人気を博するようになった。1973年（昭和48年）には竹中労のプロデュースで渋谷ジァン・ジァン、上野本牧亭にて独演会を行い、以後全国的に知られるようになる。1994年（平成6年）には沖縄県文化功労賞を受賞した。元琉球民謡協会名誉会長。
1999年（平成11年）10月9日、肺がんのため死去。歿後間もなく封切られた映画『ナビィの恋』に出演した時の姿が、ほぼ最後の歌声の記録となった。
次男の嘉手苅林次も沖縄民謡の歌手として活躍している。

## エピソード
初めて本土に来た時、神戸港から、大阪市大正区（沖縄県出身者が多く住む）へ行こうとしたが電車に乗り間違えるのが怖く線路沿いに歩いた。
軍隊では口下手と沖縄方言訛りが上官に厭われ、連日往復ビンタを食らっていた。捕虜収容所でも病に倒れ生命の危機に陥った。本人にとって大きなトラウマとなり「イクサやすしぇーあらんど（戦争はするものではないよ）」と後々まで語っていた。終戦時は、身体の衰えから復員する気はなく死亡届まで書いていたが、仲間が次々と帰って行くのを見て気が変り復員船に乗った。帰ってきたときは、母親は林昌は死んだものと思っていたので呆然としたという。
馬車曳きとして生計を立てていたが、仲間に喜納昌永、山内昌徳、小浜守栄など沖縄民謡の第一人者がいて、よく山内の家で四人は民謡を演奏した。林昌は歌を歌いながら馬車を曳いて練習していたが、夢中になりすぎて荷物を届けそこなうこともあった。
スパゲティが好物で、自宅でもよく自ら調理して客にふるまった。照屋林賢もその一人である。講談社文庫『沖縄ナンクル読本』の中では、コザのデイゴホテルでスパゲティ・ナポリタンを注文してから食べ終わって出ていくまでの嘉手苅林昌の様子が、目撃した篠原章によって詳しく描かれている。
晩年は借金に苦しみ、沖縄県文化功労章受章の際は開口一番「賞金はちゃっさが（いくらか）」と言って周囲を驚かせた。。
奇行も多く伝えられている。例えば、ある唄会の席で、マイクの前に立つやいなや客席に向かって「唄、聴ちが来ゆーるフリムンぬ居ぐとぅやー！」と言い放ち、会場を騒然とさせた。「歌を聴きに来るバカ者がいる」という意味である。進行役が嘉手苅の真意を補足説明した。嘉手苅は戦前の沖縄の「毛遊び」の体験者で、彼にとって唄とは互いに唄いあうものであり、一方的に聴くものではなかった。嘉手苅の真意は観客に対して「ぜひ自分といっしょに唄ってほしい。唄わなくても、ハヤシや手拍子で参加してほしい」という懇願だった。進行役の補足説明を聞いて観客は喜び、その日の唄会はいつになく盛り上がったという。彼の数々の奇行は、彼自身の人徳もあっておおむね許容され、「風狂歌人」と謳われた。

## 映画
- パラダイスビュー（1985年、高嶺剛監督） - 鍋修理屋 役
- ウンタマギルー（1989年、同） - 三味線の老人 役
- もしもしちょいと林昌さん わたしゃアナタにホーレン草 嘉手苅林昌 唄と語り（1995年、同）
- 教えられなかった戦争 沖縄編 阿波根昌鴻・伊江島のたたかい（1998年、高岩仁監督） - 音楽
- 秘祭（1998年、石原慎太郎原作、新城卓監督） - 南風原徳章 役
- BEAT（1998年、宮本亜門監督） - 三絃爺さん 役
- ナビィの恋（1999年、中江裕司監督） - 本家の長老 役